# 3960 Chaliubieju
3960 Chaliubieju је астероид главног астероидног појаса са средњом удаљеношћу од Сунца која износи 2,643 астрономских јединица (АЈ).
Апсолутна магнитуда астероида је 12,0.